# Johannes Pullois
Johannes (Jan) Pullois (talrijke spellingsvarianten worden aangetroffen : Pillays, Pilloys, Pylois, Pyloys, Pyllois, Puilloys, Puylloys, Puyllois) (verm. Pulle, 1ste helft 15de eeuw - Antwerpen, 23 augustus 1478) was een Antwerpse polyfonist van de renaissance, die zowel in de Nederlanden als in Italië werkte. Hij maakte deel uit van de eerste generatie Nederlandse polyfonisten die hun stijl naar Italië exporteerden.

## Leven
Pullois was vermoedelijk geboren in Pulle, dicht bij Antwerpen, maar niets is geweten over zijn leven tot hij zangmeester werd aan de Onze-Lieve-Vrouwekathedraal (Antwerpen) in 1443. Hij werd afgewezen bij een auditie voor de Bourgondische hofkapel van Filips de Goede. In 1447 trok hij naar Rome, waar hij in de pauselijke kapel zong tot 1468. Hij keerde naar Antwerpen terug en werd residerend kanunnik aan dezelfde kerk waar hij al in de jaren 1440 had gewerkt, en hij overleed daar in 1478. Gedurende zijn loopbaan was hij een collega van Johannes Philibert en van de vermaarde Johannes Ockeghem.

## Muziek
Een enkele complete miscyclus bleef bewaard, de driestemmige "Missa sine nomine" die wellicht dateert van de jaren 1450. Het betreft een van de vroegste complete miscycli die op het Europese vasteland werden gecomponeerd en vertoont zoveel invloed van de Engelse muziek dat het werk een tijdlang doorging voor het werk van een anoniem gebleven Engelse componist.
Pullois schreef ook een kerstmotet "Flos de spina", dat stilistisch verwant is aan een werk van Johannes Ockeghem en dat misschien gedurende zijn verblijf in Italië is geschreven. Nog een ander motet, "Victime paschali laudes", en drie geestelijke contrafacten van wereldlijke liederen zijn bewaard gebleven.
Hij schreef ook 14 wereldlijke liederen (waaronder de drie contrafacten) die in verschillende Italiaanse en Duitse bronnen worden aangetroffen.

## Werken

### Missen en misfragmenten
1. Missa sine nomine (driestemmig)
2. Gloria (vierstemmig)

### Motetten
1. Flos de spina (vierstemmig)
2. Globus igneus (contrafact van "Quelque cose", driestemmig)
3. O beata Maria (contrafact van "De ma dame", driestemmig; niet aan Pullois toegeschreven in de oorspronkelijke bron)
4. Resone unice genito (contrafact van "Puis que Fortune", driestemmig)
5. Victime paschali laudes, (driestemmig)

### Wereldlijke liederen

#### Wereldlijke liederen met Nederlands tekstincipit
1. Op eenen tijd, (driestemmig; niet aan Pullois toegeschreven in de oorspronkelijke bron)
2. So lanc so meer, (driestemmig, toeschrijving onzeker)

#### Overige wereldlijke liederen
1. De ma dame (rondeel, driestemmig)
2. He n'esse pas (rondeel, driestemmig)
3. Je ne puis (driestemmig: tekstloos overgeleverd)
4. La bonté du Saint Esperit (ballade, driestemmig)
5. Le serviteur (driestemmig)
6. Les larmes, (driestemmig: teskstloos overgeleverd)
7. Pour prison, (driestemmig: tekstloos overgeleverd)
8. Pour toutes fleurs, (rondeel, driestemmig)
9. Puisque fortune (rondeel, driestemmig)
10. Quelque cose (rondeel, driestemmig)
11. Quelque langage, (rondeel, driestemmig)
12. Se ung bien peu, (rondeel, driestemmig)